# Лейсснер, Мария
Анника Мария Лейсснер (швед. Annika Maria Leissner; род. 21 января 1956, Оскар-Фредрик, Гётеборг-Бохус) — шведский общественный деятель, политик и чиновник, бывшая также депутатом шведского парламента и председателем Народной партии — либералов.

## Карьера
С 1985 по 1991 год Мария Лейсснер была членом парламента.
4 февраля 1995 года Лейсснер стала первой женщиной — председателем Либеральной партии и пробыла на этом посту по 15 марта 1997 года.
В 2000 году Лейсснер была назначена послом Швеции в Гватемале.
В 2004—2005 годах она отвечала за международный проект демократизации в Багдаде, организованный Национальным демократическим институтом США по международным делам.
В 2007 году Лейсснер была назначен главной Университета Борос.
Весной 2012 года она была выбрана генеральным секретарем Сообщества демократий и пробыла на посту по 2017 год.
5 октября 2017 года Мария Лейсснер была назначена послом в Порто-Ново (Бенин).